# Quelmes Churchyard
Quelmes Churchyard is een begraafplaats gelegen in de Franse plaats Quelmes (Pas-de-Calais). De militaire graven worden onderhouden door de Commonwealth War Graves Commission.
De begraafplaats telt 3 geïdentificeerde Gemenebest graven uit de Eerste Wereldoorlog.